# Đại Lâm, Gia Nghĩa

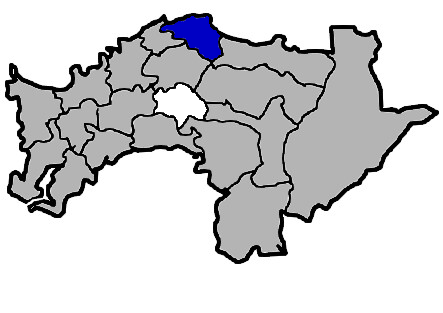
Vị trí tại huyện Gia Nghĩa

Đại Lâm (tiếng Trung: 大林鎮; bính âm: Dàlín Zhèn) là một trấn của huyện Gia Nghĩa, tỉnh Đài Loan, Trung Hoa Dân Quốc (Đài Loan). Sau nội chiến Trung Quốc, trấn từng khá phát đạt với ngành sản xuất đường, hiện nay nền kinh tế của trấn gắn liền với khu cơ giới công nghệ cao Đại Phố Mỹ. Tổng diện tích của trấn là 64,1663 km², dân số vào tháng 8 năm 2011 là 33.326 người thuộc 11.243 hộ gia đình, mật độ cư trú đạt 519,4 người/km².